# Mata Aeru hi Made
「Mata Aeru hi Made」（またあえるひまで）là đĩa đơn thứ 14 của Yuzu. Nó được phát hành vào ngày  17 tháng 10,`2002 bởi Senya And Company

## Bài hát
1. Mata Aeru hi Made　
  - Lời: アドベンチャーキャンプの子供達, Yujin Kitagawa, soạn nhạc: Yujin Kitagawa, Arrangement: Yuzu & Teraoka Yobito
2. Getsuei　
  - Âm nhạc và lời: Kōji Iwasawa, Arrangement: Yuzu & Teraoka Yobito

## Nội dung
- 'Mata Aeru hi Made
  - Sumire
  - Yuzu Sumairu
  - Going 2001-2005
- 月影
※Nửa Album

Bản mẫu:Yuzu